# Triclisia angustifolia
Triclisia angustifolia är en tvåhjärtbladig växtart som beskrevs av Friedrich Ludwig Diels. Triclisia angustifolia ingår i släktet Triclisia och familjen Menispermaceae. Inga underarter finns listade i Catalogue of Life.